# 囊谦蝇子草
囊谦蝇子草（学名：Silene nangqenensis）是石竹科蝇子草属的植物，为中国的特有植物。分布在中国大陆的青海、西藏等地，生长于海拔4,200米至4,600米的地区，多生于高山草地，目前尚未由人工引种栽培。